# Ныръял
Ныръял (мар. Нуръял: от «нур» — «поле» и «ял» — «деревня») — деревня в Медведевском районе Республики Марий Эл. Входит в состав Нурминского сельского поселения.

## География
Находится на расстоянии приблизительно 11 км по прямой на северо-запад от города Йошкар-Ола.

## История
Известна с 1723 года как 2 деревни: Малый Ныръял и Большой Ныръял. Позднее (1763 год) упоминается уже одно название. На тот момент население составляло 123 человека. В 1886 году в деревне имелись 30 крестьянских дворов и 180 жителей, в 1917 году 312. В советское время работали колхозы имени Буденного и имени Чапаева.

## Население
Население составляло 154 человека (мари 92 %) в 2002 году, 195 в 2010.